# Atletismo nos Jogos Pan-Americanos de 1999 - Decatlo masculino
A prova do decatlo masculino nos Jogos Pan-Americanos de 1999 foi realizada em 24 e 25 de julho de 1999. 

## Medalhistas
| Ouro                             | Prata                         | Bronze              |
| Chris Huffins USA Estados Unidos | Dan Steele USA Estados Unidos | Raúl Duany CUB Cuba |

## Resultados
| Posição           | Atleta           | Nacionalidade      | 100m  | SD   | AP    | SA   | 400m  | 110m B | LD    | SV   | LD    | 1500m   | Pontos | Notas |
| ----------------- | ---------------- | ------------------ | ----- | ---- | ----- | ---- | ----- | ------ | ----- | ---- | ----- | ------- | ------ | ----- |
| Medalha de ouro   | Chris Huffins    | USA Estados Unidos | 10.47 | 7.57 | 14.87 | 2.06 | 49.46 | 14.44  | 46.97 | 4.60 | 59.73 | 5:09.55 | 8170   | PR    |
| Medalha de prata  | Dan Steele       | USA Estados Unidos | 10.71 | 6.92 | 13.40 | 1.94 | 47.45 | 14.54  | 46.08 | 4.50 | 63.73 | 4:33.31 | 8070   |       |
| Medalha de bronze | Raúl Duany       | CUB Cuba           | 10.85 | 7.09 | 13.28 | 2.09 | 48.90 | 14.62  | 41.29 | 4.30 | 58.69 | 5:00.54 | 7730   |       |
| 4                 | Eugenio Balanqué | CUB Cuba           | 10.84 | 6.70 | 15.01 | 1.94 | DQ    | 14.64  | 42.14 | 4.80 | 58.68 | 5:07.60 | 6865   |       |
| 5                 | Santiago Lorenzo | ARG Argentina      | 11.27 | 6.50 | 12.05 | 1.70 | 49.30 | 16.36  | 35.41 | 4.20 | 57.70 | 4:39.88 | 6820   |       |